# Graniczny Meander Odry
Graniczny Meander Odry este o arie protejată (sit de importanță comunitară — SCI) din Polonia întinsă pe o suprafață de 156,63 ha, integral pe uscat.

## Localizare
Centrul sitului Graniczny Meander Odry este situat la coordonatele 49°56′08″N 18°20′39″E / 49.9355°N 18.3443°E.

## Înființare
Situl Graniczny Meander Odry a fost declarat sit de importanță comunitară în septembrie 2006 pentru a proteja 3 specii de animale.

## Biodiversitate
Situată în ecoregiunea continentală, aria protejată conține 5 habitate naturale: Lacuri eutrofice naturale cu vegetație de tip Magnopotamion sau Hydrocharition, Liziere de ierburi înalte hidrofile de câmpie și de nivel montan până la alpin, Fânețe de joasă altitudine (Alopecurus pratensis, Sanguisorba officinalis), Păduri aluvionare cu Alnus glutinosa și Fraxinus excelsior (Alno-Padion, Alnion incanae, Salicion albae), Păduri mixte riverane de Quercus robur, Ulmus laevis și Ulmus minor, Fraxinus excelsior sau Fraxinus angustifolia, de-a lungul marilor râuri (Ulmenion minoris).
La baza desemnării sitului se află mai multe specii protejate de  nevertebrate (3): Cucujus cinnaberinus, Osmoderma eremita, Phengaris nausithous.